# 잔 베유 프루스트
잔 클레망스 베유 프루스트(Jeanne Clémence Weil Proust, 1849년 4월 21일~1905년 9월 26일)는 프랑스의 여성 의사 아드리앵 프루스트의 아내이자 마르셀 프루스트와 로베르 프루스트의 어머니이다.

## 가정 환경
잔 클레망스 베유는 알자스 출신의 유대인 가문에서 태어났다. 친할아버지 바루흐 베유(1782-1828)는 집정정부 시절 프랑스 시민권을 획득하였으며, 파리 10구에서 도자기 공장을 설립하였다. 잔의 아버지 나테 베유(1814-1896)는 아버지의 가업을 물려받지 않았지만, 새로 사업을 시작하여 증권 중개사를 운영했다.
외가쪽은 트리에(라인란트팔츠) 출신이다. 외할아버지 나타니엘 베른카스텔은 1813년 파리로 와서 잡화, 도자기, 시계 사업에 뛰어든지 얼마 안되어 성공을 거두었다. 그는 1827년 프랑스 시민권을 획득하였다. 외할머니 로즈는 메츠의 오래된 가문인 실니(Silny) 가 출신이며, 외할아버지의 처남 아돌프 크레미외는 젊은 변호사로 이후 제2제정기 명망있는 정계 인사가 되었다. 잔의 어머니, 아델 베른카스텔(1824-1890)은 생시몽적 대 부르주아지 유대인 전통 속에서 탄탄한 교육을 받았다. 그녀는 작은어머니 아멜리(아돌프 크레미외의 아내)와 오송빌 백작부인, 마틸드 공주의 살롱 등 여러 살롱을 드나들었다. 그녀는 문학과 음악에 매우 관심을 두었고, 딸 잔과 외손자 마르셀에게 이러한 취향, 특히 생시몽의 <회상록>이나 라신의 극, 그리고 무엇보다도 세비녜 부인의 <서한>같은 대 세기 작품들에 대한 취향을 심어주었다.